# Димитър Костадинов (художник)
Вижте пояснителната страница за други личности с името Димитър Костадинов.
Доцент Димитър Костадинов е български художник.

## Биография
Роден е на 23 юни 1954 г. в Кюстендил.
Завършва НХА „Николай Павлович“ в София, специалност „Монументална живопис“. Доцент в катедра „Изобразително изкуство“ към ЮЗУ „Неофит Рилски“ в Благоевград.

## Творчество
Негови произведения са притежание на:
- Национална художествена галерия – София;
- Градска художествена галерия – София;
- държавни художествени галерии в Пловдив, Перник, Хасково, Кюстендил.
- частни колекции в Унгария, Македония, Гърция, Кипър, Русия, Германия, Австрия, Холандия, Франция, Швейцария, Канада, САЩ и др.

## Изложби
Димитър Костадинов има участия в над 40 самостоятелни изложби в страната и в чужбина, сред които:
- 2010 – София – галерия „Артамонцев“
- 2009 – София – галерия „Артамонцев“
- 2004 – София – галерия „Маестро“
- 2003 – Македония
- 2002 – САЩ – Мерилин и Каролина
- 2001 – Франция
- 1999 – Франция – Париж – галерия „Селин“
- 1998 – Созопол – Аполония; Варна – галерия „Теди“; Пловдив
- 1997 – Холандия; Перник – Градска галерия
- 1996 – Австрия – Виена – галерия „Каше“; София – галерия „Арт 36“
- 1995 – Швейцария – Люцерн; София; Созопол – Аполония
- 1994 – Пловдив
- 1993 – София – галерия „Бон Арт“
- 1992 – Пловдив – галерия „Старинна“
- 1991 – Видин
- 1990 – Германия; София
- 1989 – Кипър – Лимасол – галерия „Рогми“
- 1987 – Пловдив; Есенни изложби
- 1986 – София; Кюстендил
- 1985 – Русия – Сочи
- 1984 – Кюстендил